# Fußball-Europameisterschaft 2024/Gruppe F
| Pl. | Land       | Sp. | S | U | N | Tore    | Diff. | Punkte |
| --- | ---------- | --- | - | - | - | ------- | ----- | ------ |
| 1. | Portugal   | 3   | 2 | 0 | 1 | 005:300 | +2    | 06     |
| 2. | Türkei     | 3   | 2 | 0 | 1 | 005:500 | ±0    | 06     |
| 3. | Georgien   | 3   | 1 | 1 | 1 | 004:400 | ±0    | 04     |
| 4. | Tschechien | 3   | 0 | 1 | 2 | 003:500 | −2    | 01     |
| Für die Platzierung der portugiesischen und türkischen Mannschaft war der direkte Vergleich (3:0) maßgeblich |            |     |   |   |   |         |       |        |

Gruppe F der Fußball-Europameisterschaft 2024:

## Türkei – Georgien 3:1 (1:1)
| Türkei                                                               | Türkei | Georgien | Georgien | Aufstellung                       |
| -------------------------------------------------------------------- | --- | --- | -------- | --------------------------------- |
| Türkei                                                               | \| 1. Spieltag \| \| 18. Juni 2024 um 18:00 Uhr (MESZ) in Dortmund (BVB Stadion Dortmund) \| \| Zuschauer: 59.127 \| \| Schiedsrichter: Facundo Tello ( Argentinien) 1 \| \| Spielbericht \| | \| 1. Spieltag \| \| 18. Juni 2024 um 18:00 Uhr (MESZ) in Dortmund (BVB Stadion Dortmund) \| \| Zuschauer: 59.127 \| \| Schiedsrichter: Facundo Tello ( Argentinien) 1 \| \| Spielbericht \| | Georgien | Aufstellung Türkei gegen Georgien |
| Türkei                                                               | Mert Günok – Mert Müldür (85. Zeki Çelik), Samet Akaydin, Abdülkerim Bardakcı, Ferdi Kadıoğlu – Kaan Ayhan (79. Merih Demiral), Hakan Çalhanoğlu (90.+2' Salih Özcan) – Arda Güler (79. Yusuf Yazıcı), Orkun Kökçü, Kenan Yıldız (85. Kerem Aktürkoğlu) – Barış Alper Yılmaz Cheftrainer: Vincenzo Montella ( Italien) | Giorgi Mamardaschwili – Otar Kakabadse, Solomon Kwirkwelia (85. Budu Siwsiwadse), Guram Kaschia , Lascha Dwali, Giorgi Zitaischwili (74. Luka Lotschoschwili) – Giorgi Kotschoraschwili, Ansor Mekwabischwili (89. Sandro Altunaschwili), Giorgi Tschakwetadse (74. Suriko Dawitaschwili) – Georges Mikautadze, Chwitscha Kwarazchelia Cheftrainer: Willy Sagnol ( Frankreich) | Georgien | Aufstellung Türkei gegen Georgien |
| Türkei                                                               | 1:0 Müldür (25.) 2:1 Güler (65.) 3:1 Aktürkoğlu (90.+7') | 1:1 Mikautadze (32.) | Georgien | Aufstellung Türkei gegen Georgien |
| Türkei                                                               | Bardakcı (35.), Çalhanoğlu (89.) | Kwirkwelia (55.) | Georgien | Aufstellung Türkei gegen Georgien |
| Türkei                                                               | Spieler des Spiels: Arda Güler (Türkei) | | Georgien | Aufstellung Türkei gegen Georgien |
| 1. Spieltag                                                          | | |          |                                   |
| 18. Juni 2024 um 18:00 Uhr (MESZ) in Dortmund (BVB Stadion Dortmund) | | |          |                                   |
| Zuschauer: 59.127                                                    | | |          |                                   |
| Schiedsrichter: Facundo Tello ( Argentinien) 1                       | | |          |                                   |
| Spielbericht                                                         | | |          |                                   |

## Portugal – Tschechien 2:1 (0:0)
| Portugal                                                       | Portugal | Tschechien | Tschechien | Aufstellung                           |
| -------------------------------------------------------------- | --- | --- | ---------- | ------------------------------------- |
| Portugal                                                       | \| 1. Spieltag \| \| 18. Juni 2024 um 21:00 Uhr (MESZ) in Leipzig (Leipzig Stadion) \| \| Zuschauer: 38.421 \| \| Schiedsrichter: Marco Guida ( Italien) 2 \| \| Spielbericht \| | \| 1. Spieltag \| \| 18. Juni 2024 um 21:00 Uhr (MESZ) in Leipzig (Leipzig Stadion) \| \| Zuschauer: 38.421 \| \| Schiedsrichter: Marco Guida ( Italien) 2 \| \| Spielbericht \| | Tschechien | Aufstellung Portugal gegen Tschechien |
| Portugal                                                       | Diogo Costa – Diogo Dalot (63. Gonçalo Inácio), Pepe, Rúben Dias – João Cancelo (90. Nélson Semedo), Bernardo Silva, Bruno Fernandes, Vitinha (90. Francisco Conceição), Nuno Mendes (90. Pedro Neto) – Cristiano Ronaldo , Rafael Leão (63. Diogo Jota) Cheftrainer: Roberto Martínez ( Spanien) | Jindřich Staněk – Tomáš Holeš (90.+3' Tomáš Chorý), Robin Hranáč, Ladislav Krejčí – Vladimír Coufal, Pavel Šulc (79. Petr Ševčík), Tomáš Souček , Lukáš Provod (79. Antonín Barák), David Douděra – Jan Kuchta (60. Ondřej Lingr), Patrik Schick (60. Mojmír Chytil) Cheftrainer: Ivan Hašek | Tschechien | Aufstellung Portugal gegen Tschechien |
| Portugal                                                       | 1:1 Hranáč (69., Eigentor) 2:1 Conceição (90.+2') | 0:1 Provod (62.) | Tschechien | Aufstellung Portugal gegen Tschechien |
| Portugal                                                       | Leão (39.), Conceição (90.+3) | Schick (57.) | Tschechien | Aufstellung Portugal gegen Tschechien |
| Portugal                                                       | Spieler des Spiels: Vitinha (Portugal) | | Tschechien | Aufstellung Portugal gegen Tschechien |
| 1. Spieltag                                                    | | |            |                                       |
| 18. Juni 2024 um 21:00 Uhr (MESZ) in Leipzig (Leipzig Stadion) | | |            |                                       |
| Zuschauer: 38.421                                              | | |            |                                       |
| Schiedsrichter: Marco Guida ( Italien) 2                       | | |            |                                       |
| Spielbericht                                                   | | |            |                                       |

Dem portugiesischen Team, das über das ganze Spiel hinweg nahezu vollständig die Spielkontrolle und deutlich mehr Ballbesitz besaß, gelang es in den ersten 60 Minuten nur selten, die spielerische Überlegenheit in zwingende Torchancen umzumünzen; es verwertete mehrere gute Chancen nicht und verpasste damit lange Zeit ein Tor. Die Tschechen traten offensiv nur über wenige Konter in Erscheinung. So erzielte Provod in der 62. Minute mit einem sehenswerten Distanzschuss entgegen dem Spielverlauf das 1:0 für Tschechien.
Portugal drängte auf den Ausgleich, dieser fiel dann nach einer portugiesischen Flanke in der 70. Minute, die Torhüter Staněk nur vor die Beine des unmittelbar vor ihm stehenden Hranáč klären konnte, von denen der Ball ungewollt ins eigene Tor abprallte.
Conceição erzielte in der Nachspielzeit das umstrittene 2:1 für Portugal. Diesem ging ein Bodycheck von Semedo an einem Tschechen voraus, der von Schiedsrichter Marco Guida ungeahndet blieb, woraufhin in der nachfolgenden Vorwärtsbewegung der Portugiesen das 2:1 fiel.
Cristiano Ronaldo wurde mit seinem Einsatz zum ersten Spieler, der bei sechs Europameisterschaften gespielt hat.
Pepe wurde im Alter von 41 Jahren und 113 Tagen zum ältesten Spieler, der je bei einer EM-Endrunde eingesetzt wurde. Er brach damit den Rekord von Gábor Király (40 Jahre und 86 Tage).

## Georgien – Tschechien 1:1 (1:0)
| Georgien                                                                | Georgien | Tschechien | Tschechien | Aufstellung                           |
| ----------------------------------------------------------------------- | --- | --- | ---------- | ------------------------------------- |
| Georgien                                                                | \| 2. Spieltag \| \| 22. Juni 2024 um 15:00 Uhr (MESZ) in Hamburg (Volksparkstadion Hamburg) \| \| Zuschauer: 46.524 \| \| Schiedsrichter: Daniel Siebert ( Deutschland) 3 \| \| Spielbericht \| | \| 2. Spieltag \| \| 22. Juni 2024 um 15:00 Uhr (MESZ) in Hamburg (Volksparkstadion Hamburg) \| \| Zuschauer: 46.524 \| \| Schiedsrichter: Daniel Siebert ( Deutschland) 3 \| \| Spielbericht \|                                                                                               | Tschechien | Aufstellung Georgien gegen Tschechien |
| Georgien                                                                | Giorgi Mamardaschwili – Solomon Kwirkwelia (82. Giorgi Gwelessiani), Guram Kaschia , Lascha Dwali – Giorgi Zitaischwili (62. Luka Lotschoschwili), Suriko Dawitaschwili (62. Giorgi Tschakwetadse), Ansor Mekwabischwili, Giorgi Kotschoraschwili, Otar Kakabadse – Georges Mikautadze (88. Giorgi Kwilitaia), Chwitscha Kwarazchelia (82. Saba Lobschanidse) Cheftrainer: Willy Sagnol ( Frankreich) | Jindřich Staněk – Tomáš Holeš, Robin Hranáč, Ladislav Krejčí – Vladimír Coufal, Lukáš Provod (82. Antonín Barák), Tomáš Souček , David Jurásek (82. Petr Ševčík) – Václav Černý (55. Matěj Jurásek), Patrik Schick (68. Mojmír Chytil), Adam Hložek (55. Ondřej Lingr) Cheftrainer: Ivan Hašek | Tschechien | Aufstellung Georgien gegen Tschechien |
| Georgien                                                                | 1:0 Mikautadze (45.+4', Handelfmeter) | 1:1 Schick (59.) | Tschechien | Aufstellung Georgien gegen Tschechien |
| Georgien                                                                | Kaschia (36.), Gwelessiani (82.), Mekwabischwili (83.), Kotschoraschwili (90.+5') | Coufal (18.), Provod (40.), Jurásek (47.), Holeš (53.), Souček (81.) | Tschechien | Aufstellung Georgien gegen Tschechien |
| Georgien                                                                | Spieler des Spiels: Giorgi Mamardaschwili (Georgien) | | Tschechien | Aufstellung Georgien gegen Tschechien |
| 2. Spieltag                                                             | | |            |                                       |
| 22. Juni 2024 um 15:00 Uhr (MESZ) in Hamburg (Volksparkstadion Hamburg) | | |            |                                       |
| Zuschauer: 46.524                                                       | | |            |                                       |
| Schiedsrichter: Daniel Siebert ( Deutschland) 3                         | | |            |                                       |
| Spielbericht                                                            | | |            |                                       |

## Türkei – Portugal 0:3 (0:2)
| Türkei                                                               | Türkei | Portugal | Portugal | Aufstellung                       |
| -------------------------------------------------------------------- | --- | --- | -------- | --------------------------------- |
| Türkei                                                               | \| 2. Spieltag \| \| 22. Juni 2024 um 18:00 Uhr (MESZ) in Dortmund (BVB Stadion Dortmund) \| \| Zuschauer: 61.047 \| \| Schiedsrichter: Felix Zwayer ( Deutschland) 4 \| \| Spielbericht \| | \| 2. Spieltag \| \| 22. Juni 2024 um 18:00 Uhr (MESZ) in Dortmund (BVB Stadion Dortmund) \| \| Zuschauer: 61.047 \| \| Schiedsrichter: Felix Zwayer ( Deutschland) 4 \| \| Spielbericht \|                                                                                               | Portugal | Aufstellung Türkei gegen Portugal |
| Türkei                                                               | Altay Bayındır – Zeki Çelik, Samet Akaydin (75. Merih Demiral), Abdülkerim Bardakcı, Ferdi Kadıoğlu – Hakan Çalhanoğlu , Kaan Ayhan (58. İsmail Yüksek) – Yunus Akgün (70. Arda Güler), Orkun Kökçü (46. Yusuf Yazıcı), Kerem Aktürkoğlu (58. Kenan Yıldız) – Barış Alper Yılmaz Cheftrainer: Vincenzo Montella ( Italien) | Diogo Costa – João Cancelo (68. Nélson Semedo), Pepe (83. António Silva), Rúben Dias, Nuno Mendes – João Palhinha (46. Rúben Neves), Vitinha (88. João Neves), Bruno Fernandes – Bernardo Silva, Rafael Leão (46. Pedro Neto), Cristiano Ronaldo Cheftrainer: Roberto Martínez ( Spanien) | Portugal | Aufstellung Türkei gegen Portugal |
| Türkei                                                               | 0:1 Silva (21.) 0:2 Akaydin (28., Eigentor) 0:3 Fernandes (56.) | | Portugal | Aufstellung Türkei gegen Portugal |
| Türkei                                                               | Bardakcı (25.), Akaydin (42.), Çelik (42.) | Leão (39.), Palhinha (45.) | Portugal | Aufstellung Türkei gegen Portugal |
| Türkei                                                               | Spieler des Spiels: Bernardo Silva (Portugal) | | Portugal | Aufstellung Türkei gegen Portugal |
| 2. Spieltag                                                          | | |          |                                   |
| 22. Juni 2024 um 18:00 Uhr (MESZ) in Dortmund (BVB Stadion Dortmund) | | |          |                                   |
| Zuschauer: 61.047                                                    | | |          |                                   |
| Schiedsrichter: Felix Zwayer ( Deutschland) 4                        | | |          |                                   |
| Spielbericht                                                         | | |          |                                   |

Mit diesem Spielergebnis qualifizierte sich Portugal frühzeitig als Gewinner der Gruppe für das Achtelfinale.

## Georgien – Portugal 2:0 (1:0)
| Georgien                                                              | Georgien | Portugal | Portugal | Aufstellung                         |
| --------------------------------------------------------------------- | --- | --- | -------- | ----------------------------------- |
| Georgien                                                              | \| 3. Spieltag \| \| 26. Juni 2024 um 21:00 Uhr (MESZ) in Gelsenkirchen (Arena AufSchalke) \| \| Zuschauer: 49.616 \| \| Schiedsrichter: Sandro Schärer ( Schweiz) 5 \| \| Spielbericht \| | \| 3. Spieltag \| \| 26. Juni 2024 um 21:00 Uhr (MESZ) in Gelsenkirchen (Arena AufSchalke) \| \| Zuschauer: 49.616 \| \| Schiedsrichter: Sandro Schärer ( Schweiz) 5 \| \| Spielbericht \| | Portugal | Aufstellung Georgien gegen Portugal |
| Georgien                                                              | Giorgi Mamardaschwili – Otar Kakabadse, Giorgi Gwelessiani (76. Solomon Kwirkwelia), Guram Kaschia , Luka Lotschoschwili (63. Giorgi Zitaischwili), Lascha Dwali – Giorgi Tschakwetadse (81. Ansor Mekwabischwili), Giorgi Kotschoraschwili, Otar Kiteischwili – Georges Mikautadze, Chwitscha Kwarazchelia (81. Suriko Dawitaschwili) Cheftrainer: Willy Sagnol ( Frankreich) | Diogo Costa – António Silva (66. Nélson Semedo), Danilo Pereira, Gonçalo Inácio – João Neves (75. Matheus Nunes), João Palhinha (46. Rúben Neves), Diogo Dalot, Francisco Conceição, Pedro Neto (75. Diogo Jota) – Cristiano Ronaldo (66. Gonçalo Ramos), João Félix Cheftrainer: Roberto Martínez ( Spanien) | Portugal | Aufstellung Georgien gegen Portugal |
| Georgien                                                              | 1:0 Kwarazchelia (2.) 2:0 Mikautadze (57., Foulelfmeter) | | Portugal | Aufstellung Georgien gegen Portugal |
| Georgien                                                              | Mekwabischwili (85.) | Cristiano Ronaldo (28.), Pedro Neto (44.), Rúben Neves (53.) | Portugal | Aufstellung Georgien gegen Portugal |
| Georgien                                                              | Spieler des Spiels: Chwitscha Kwarazchelia (Georgien) | | Portugal | Aufstellung Georgien gegen Portugal |
| 3. Spieltag                                                           | | |          |                                     |
| 26. Juni 2024 um 21:00 Uhr (MESZ) in Gelsenkirchen (Arena AufSchalke) | | |          |                                     |
| Zuschauer: 49.616                                                     | | |          |                                     |
| Schiedsrichter: Sandro Schärer ( Schweiz) 5                           | | |          |                                     |
| Spielbericht                                                          | | |          |                                     |

## Tschechien – Türkei 1:2 (0:0)
| Tschechien                                                              | Tschechien | Türkei | Türkei | Aufstellung                         |
| ----------------------------------------------------------------------- | --- | --- | ------ | ----------------------------------- |
| Tschechien                                                              | \| 3. Spieltag \| \| 26. Juni 2024 um 21:00 Uhr (MESZ) in Hamburg (Volksparkstadion Hamburg) \| \| Zuschauer: 47.683 \| \| Schiedsrichter: István Kovács ( Rumänien) 6 \| \| Spielbericht \|                                                                                                | \| 3. Spieltag \| \| 26. Juni 2024 um 21:00 Uhr (MESZ) in Hamburg (Volksparkstadion Hamburg) \| \| Zuschauer: 47.683 \| \| Schiedsrichter: István Kovács ( Rumänien) 6 \| \| Spielbericht \| | Türkei | Aufstellung Tschechien gegen Türkei |
| Tschechien                                                              | Jindřich Staněk (55. Matěj Kovář) – Tomáš Holeš, Robin Hranáč, Ladislav Krejčí – Vladimír Coufal, Tomáš Souček , Lukáš Provod (75. Ondřej Lingr), David Jurásek (81. Matěj Jurásek) – Antonín Barák – Mojmír Chytil (55. Jan Kuchta), Adam Hložek (55. Tomáš Chorý) Cheftrainer: Ivan Hašek | Mert Günok – Mert Müldür, Samet Akaydin, Merih Demiral, Ferdi Kadıoğlu – İsmail Yüksek (63. Okay Yokuşlu), Salih Özcan (46. Kaan Ayhan) – Arda Güler (75. Cenk Tosun), Hakan Çalhanoğlu (87. Orkun Kökçü), Kenan Yıldız (75. Kerem Aktürkoğlu) – Barış Alper Yılmaz Cheftrainer: Vincenzo Montella ( Italien) | Türkei | Aufstellung Tschechien gegen Türkei |
| Tschechien                                                              | 1:1 Souček (66.) | 0:1 Çalhanoğlu (51.) 1:2 Tosun (90.+4') | Türkei | Aufstellung Tschechien gegen Türkei |
| Tschechien                                                              | Barák (11.), Schick (34.), Jaroš (84.), Červ (85.), Krejčí (90.+1'), Souček (90.+8') | Özcan (31.), Yıldız (37.), Yüksek (49.), Günok (64.), Çalhanoğlu (66.), Çakır (68.), Müldür (80.), Akaydin (85.), Kökçü (90.+5'), Ayhan (90.+5'), Güler (90.+8') | Türkei | Aufstellung Tschechien gegen Türkei |
| Tschechien                                                              | Barák (20.) | | Türkei | Aufstellung Tschechien gegen Türkei |
| Tschechien                                                              | Chorý (90.+8') | | Türkei | Aufstellung Tschechien gegen Türkei |
| Tschechien                                                              | Spieler des Spiels: Barış Alper Yılmaz (Türkei) | | Türkei | Aufstellung Tschechien gegen Türkei |
| 3. Spieltag                                                             | | |        |                                     |
| 26. Juni 2024 um 21:00 Uhr (MESZ) in Hamburg (Volksparkstadion Hamburg) | | |        |                                     |
| Zuschauer: 47.683                                                       | | |        |                                     |
| Schiedsrichter: István Kovács ( Rumänien) 6                             | | |        |                                     |
| Spielbericht                                                            | | |        |                                     |

Durch eine frühe gelb-rote Karte für Barák infolge zweier Fouls spielte Tschechien über 70 Minuten in Unterzahl. Insgesamt wurden 17 gelbe, eine gelb-rote und eine rote Karte verteilt. Bei beiden Mannschaften wurden mehrere Spieler mit gelben Karten verwarnt, weil sie von der Ersatzbank protestierend ins Spiel eingegriffen hatten. Das betraf bei Tschechien Schick, Jaroš und Červ, bei der Türkei Çakır und Güler, der zum Zeitpunkt der Verwarnung bereits ausgewechselt worden war.